# Barreto Pinto
Edmundo Barreto Pinto (Vassouras, 15 de abril de 1900 — 30 de março de 1972) foi um político brasileiro. Exerceu o mandato de deputado federal constituinte pelo Distrito Federal em 1946.
Após a promulgação da Constituição de 1934, foi eleito representante dos funcionários públicos, tornando-se deputado Federal classista. Assumiu sua cadeira na Câmara em maio de 1935 e, no ano seguinte, formou-se pela Faculdade de Direito da Universidade do Brasil, no Rio de Janeiro. Permaneceu na Câmara até o dia 10 de novembro de 1937, quando, com o advento do Estado Novo, os órgãos legislativos do país foram suprimidos.
Foi um dos fundadores do PTB, nas eleições de dezembro de 1945, foi eleito suplente de deputado à Assembleia Nacional Constituinte pelo DF na legenda do PTB. Beneficiado pelo mecanismo das sobras garantido pelo princípio proporcional do voto, assumiu em fevereiro de 1946 uma cadeira no lugar de Getúlio Vargas, eleito deputado Federal. Com a promulgação da nova Carta, em 1946, passou a exercer o mandato ordinário. Foi neste ano que posou para as fatídicas fotos que, anos depois, levariam à cassação de seu mandato.
Em 27 de maio de 1949, tornou-se o primeiro deputado cassado por quebra de decoro parlamentar após deixar ser fotografado vestido de smoking e cuecas para a revista O Cruzeiro, em 1946. As fotos faziam parte de um ensaio intitulado "Barreto Pinto Sem Máscara", e o político alegou ter sido enganado pelo jornalista David Nasser, com quem fez o acordo para a realização de uma reportagem sobre a presença dele na alta sociedade no Rio de Janeiro, pensando que seria fotografado apenas com a parte superior do corpo.

## Sobre seu pai
Edmundo Barreto Pinto era filho do engenheiro civil Adél Barreto Pinto (1859-1927), que foi engenheiro da Estrada de Ferro Central do Brasil desde 1894, onde ficou até sua morte. Também foi inventor, várias criações patenteadas entre o fim do século XIX e no início do século XX. Seu maior invento, que recebeu o grande prêmio da Exposição Nacional de 1908, foi o conjunto de equipamentos ferroviários denominado “Sistema de Bloqueio Adél” ou “Block System Adél”, com patente em diversos países da América, Europa e no Brasil; tratando-se de um sistema formado por uma combinação de aparelhos (semáforos, cabines de aviso, relé) feitos para tornar mais segura o fluxo de composições ferroviárias em geral.